# Miroslav Rafaj
Miroslav Rafaj (25. dubna 1934, Zubří (u Rožnova pod Radhoštěm) – 5. prosince 1987, Opava) byl český lesní inženýr, redaktor a prozaik, bratr (dvojče) literárního kritika a básníka Oldřicha Rafaje.

## Život
Vyrůstal v rodině krejčího. Po maturitě na reálném gymnáziu v Novém Jičíně roku 1953 vystudoval na Vysoké škole zemědělské a lesnické v Brně obor inženýrské stavby lesnické a roku 1958 získal titul inženýr. Od roku 1960 žil v Opavě, kde do roku 1968 působil jako stavbyvedoucí a projektant v podniku zemědělských meliorací. Pak řídil opavskou Okresní správu silnic a v letech 1971–1972 byl vedoucím odboru výstavby Městského národního výboru ve Vítkově. Roku 1973 se stal šéfredaktorem nakladatelství Profil v Ostravě a tuto funkci vykonával až do své smrti. Zároveň se roku 1977 stal tajemníkem severomoravské pobočky normalizačního Svazu českých spisovatelů.

## Dílo
Náměty pro své prózy čerpal především z pracovních prostředí, které osobně poznal. Jeho hrdinové v nich překonávají pracovní těžkosti a vzájemná nedorozumění a nacházejí k sobě cestu tím, že zapomínají na osobní zájmy ve prospěch společného díla, čímž demonstrují zrání nového socialistického člověka. V letech tzv. normalizace byly proto jeho knihy vyzvedány jako vzor tzv. angažované literatury. Jeho prozaické dílo doplňuje několik divadelních, televizních a rozhlasových her.

### Prózy
- Neustále kolem tebe (1963), cyklus povídek ze života kopáčů na melioračních stavbách v severomoravském pohraničí.
- Obtíže rovin (1973), román z prostředí melioračních prací o vytváření odpovědného vztahu k práci.
- Výzvy k soukromým slavnostem (1975), soubor povídek a novel o osudech současných lidí.
- Slepá kolej (1975), sbírka povídek z prostředí vodohospodářských staveb popisujících situace, kdy jde o řešení namáhavého a důležitého pracovního úkolu.
- Slaný sníh (1976), román z podhorského kraje jehož hrdina, předák party silničářů, ztrácí pro svůj až fanatický přístup k boji s přírodním živlem vztah ke své rodině.
- Zahrada po rodičích (1979), soubor črt, povídek a novel.
- Průzkum větrných mlýnů v Oderských vrších (1979), román, jehož hrdina, stárnoucí dělník z kamenolomu, si uvědomí vztah svého života k životům minulých generací a snaží se v kraji, kde dříve byly stovky větrných mlýnů, alespoň jeden znovu postavit.
- Hořící kůň (1980), sbírka povídek, jejímiž hrdiny jsou většinou přímí účastníci partyzánské hnutí, které formovalo jejich myšlení (autor konfrontuje tragickou dobu nacistické okupace s mírovým životem za socialismu).
- Obklopen blaženými postavami (1984), sbírka povídek o prostých lidech z Valašska.
- Pěší lidé (1985), sbírka povídek, ve kterých autor vyzývá k lidské solidaritě.
- Čas bez slitování (1986), výbor z autorova povídkového díla.

### Dramatická tvorba
- Hrst země (1972), rozhlasová hra.
- Vánice (1973), rozhlasová hra.
- Chléb s medem (1975), rozhlasová hra.
- Dostihy v Odrách (1976), divadelní hra.
- Cesta do vnitrozemí (1976), divadelní hra.
- Chuť na rozinky (1977), televizní hra.
- Most naděje (1980), televizní hra.

## Filmové a televizní adaptace
- Obtíže rovin (1975), televizní film, režie Alois Müller.
- Muž s orlem a slepicí (1978), film, režie Ivo Novák.
- Slaný sníh (1984), televizní film, režie Otakar Kosek.